# Asociación Marroquí de Derechos Humanos

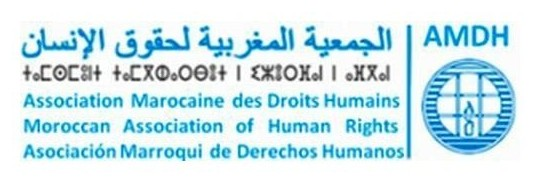
Logotipo de la asociación.

La Asociación Marroquí de Derechos Humanos [AMHD] (en árabe: الجمعية المغربية لحقوق الإنسان - en bereber: ⵜⴰⵎⵙⵎⵓⵏⵜ ⵜⴰⵎⵖⵔⵉⴱⵉⵜ ⵏ ⵉⵣⴻⵔⴼⴰⵏ ⵏ ⵓⴼⴳⴰⵏ - en francés: Association Marocaine des Droits Humains) es una organización no gubernamental de Marruecos con sede central en Rabat, cuya tarea principal es la defensa de los derechos humanos en dicho país.

## Historia
Se creó el 24 de junio de 1979. Hasta 1988 su actividad estuvo muy limitada por la represión ejercida por la administración del Estado. A partir de ese año incrementó sus secciones, decreció la represión y pudo empezar a desarrollar su proyecto de manera más extensa y permanente hasta que en 1991 comenzó un amplio proceso de expansión, coincidiendo con una mayor apertura política, llegando a tener 72 secciones en 2007 y ser reconocida como entidad de utilidad pública.

## Organización y fines
Afirma tener 72 secciones y más de 8.000 afiliados. Su máximo órgano es el Congreso Nacional que se reúne cada tres años que elige una Comisión Nacional como órgano ejecutivo.
Su finalidad con carácter general es «trabajar por la preservación de la dignidad humana, el respeto de todos los derechos humanos en su universalidad y su carácter global, y la protección, defensa y promoción de estos derechos» y, para ello, desarrolla su labor dando a conocer su actividad entre los ciudadanos, difundiendo los valores de los derechos humanos, favoreciendo que Marruecos firme los tratados internacionales y demás pactos de respeto a los derechos fundamentales, la denuncia de las violaciones de derechos y el apoyo a las víctimas.
La Asociación Marroquí de Derechos Humanos es miembro, entre otras, de la Federación Internacional de Ligas de Derechos Humanos, de la Red Euromediterránea de Derechos Humanos y observador reconocido del Consejo Económico y Social de las Naciones Unidas.